# いわき・ら・ら・ミュウ
いわき・ら・ら・ミュウとは、福島県いわき市小名浜の海の駅いわき小名浜みなとオアシス1・2号埠頭地区（アクアマリンパーク）にあるいわき市観光物産館のことであり、その愛称名。道の駅としても登録された。

## 概要
いわき市の観光物産館として1997年7月25日にオープン。2階建ての施設で各階に飲食ゾーンやおさかなゾーン、物販ゾーンなどのゾーンが存在する。
施設正面に海産物店が並び、中央の入口を入るとお土産品店やレストラン、観光案内所などがある。レストランは2階にもあり、管理事務所は2階にある。また、西側入口付近は小名浜デイクルーズの遊覧船の発着場所になっている。2階にある「ライブいわきミュウじあむ」ではいわき市の歴史や観光、都市交流などについて映像やパネルを使い無料で紹介している。
2011年3月11日に起きた東日本大震災での津波被害により1階部分がほぼ壊滅し、営業停止状態となった。その後復旧し同年11月25日にリニューアルオープン。施設外観はリニューアル前とほぼ変わりないが、1階に新たに東北最大級の子供向け室内型遊び場「わんぱくひろば みゅうみゅう」がオープンした。
かつて東京・新橋駅前のニュー新橋ビルに「いわき・ら・ら」があったが、偶然にも東日本大震災の日に閉店した。
2025年1月31日、道の駅として登録。営業を継続しながら改装を行い同年9月12日の開駅に備える。

## 施設概要
- 1階 - わんぱくひろばみゅうみゅう、飲食ゾーン6店舗、物販ゾーン8店舗、おさかなゾーン6店舗、遊覧船発券所、宝くじ売り場
- 2階 - レストラン2店舗、物販ゾーン1店舗、ライブいわきミュウじあむ、レンタルスペース、スタジオ、研修室、事務所

### 道の駅
道の駅の登録では以下の施設があるとされている。
- 駐車場 407台
- トイレ83基
- 情報提供・休憩施設
- 観光案内所
- ベビーコーナー
- 非常用電源
- 貯水槽
- 公衆電話
- 公衆無線LAN
- 物販施設
- 飲食施設
- キッズスペース
- 多目的ホール
- レンタサイクル
- イベント広場
- ポスト
- EV充電施設

## ギャラリー

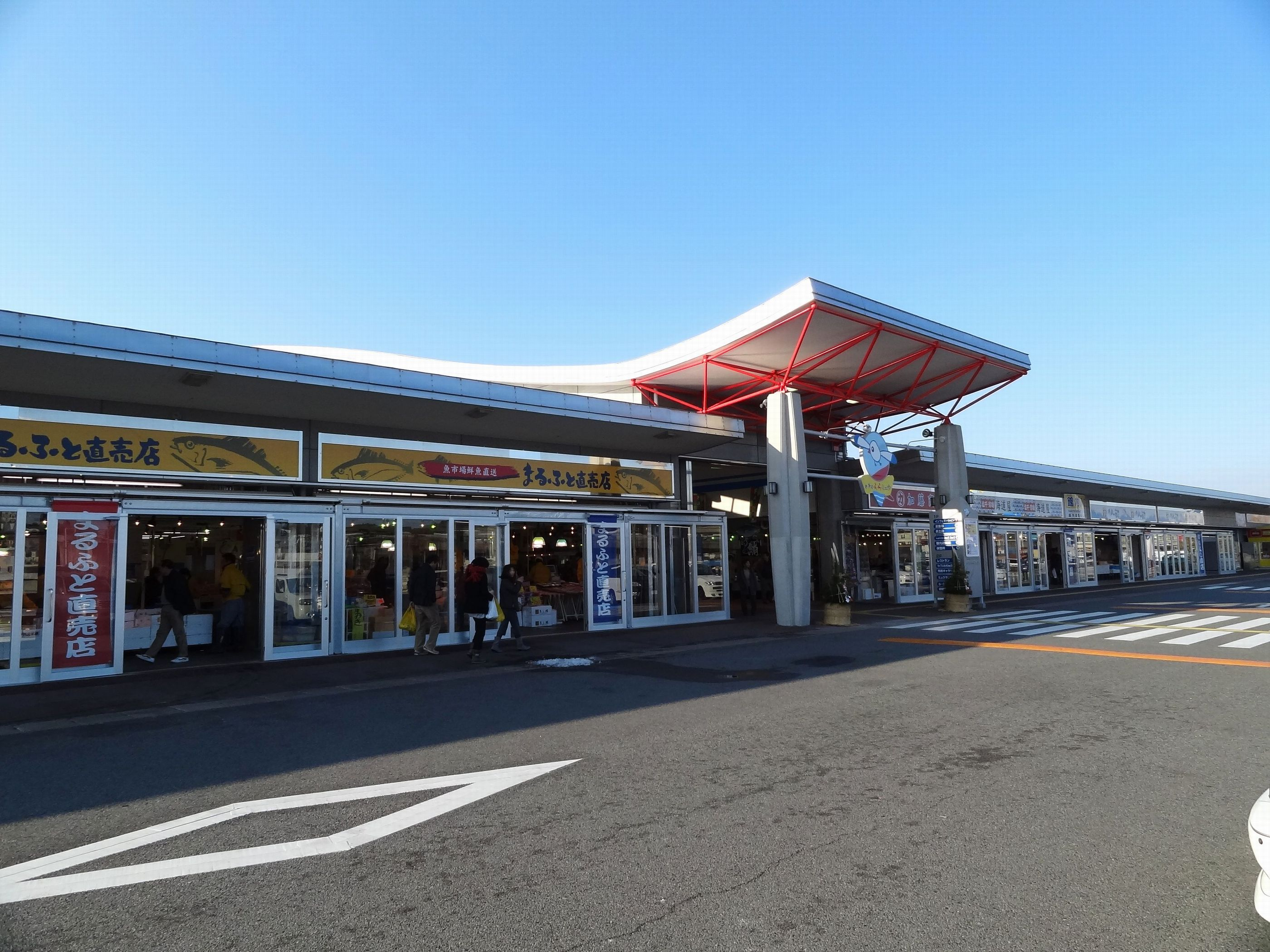
正面入口（2011年12月）
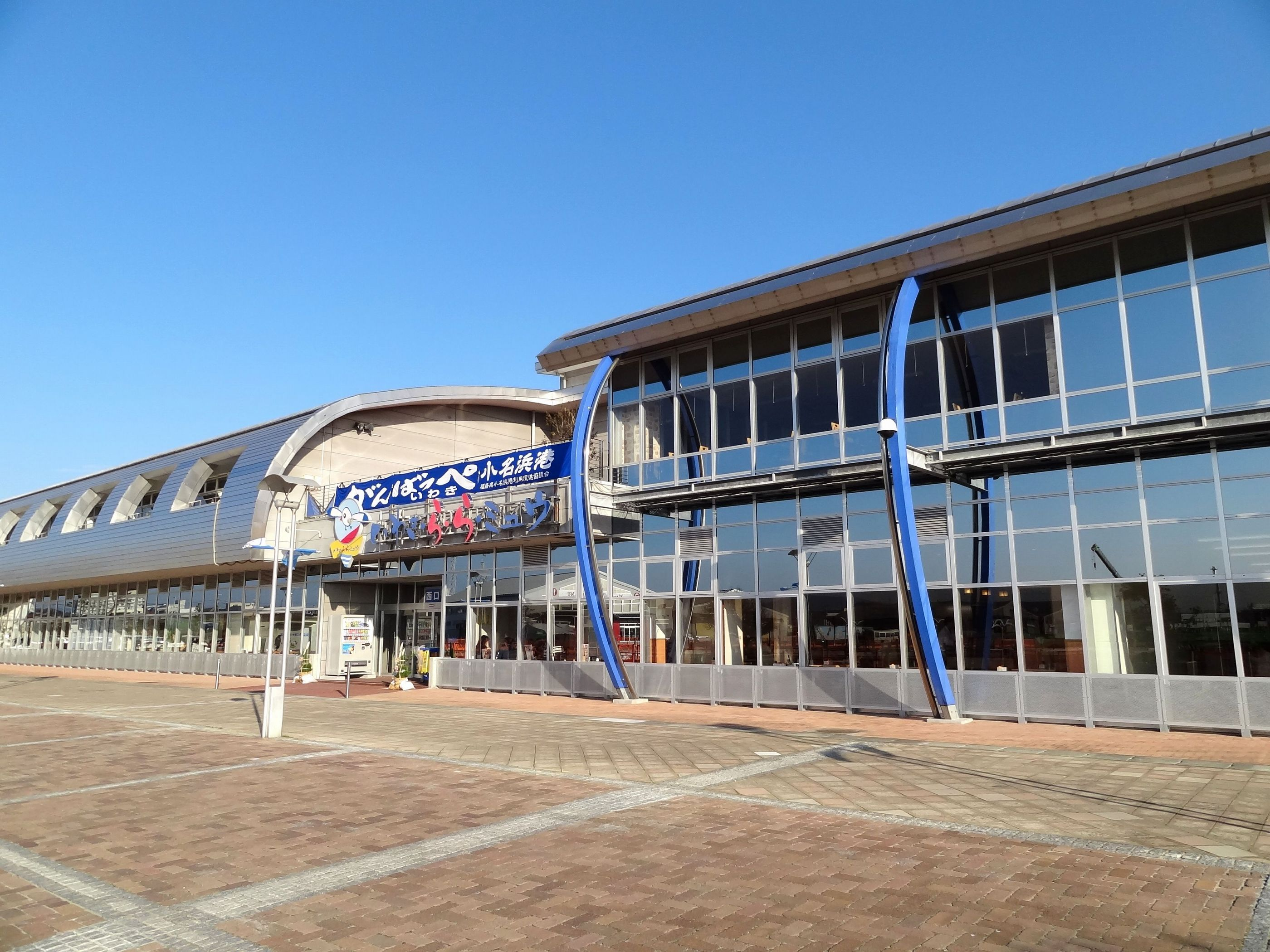
西側入口（2011年12月）
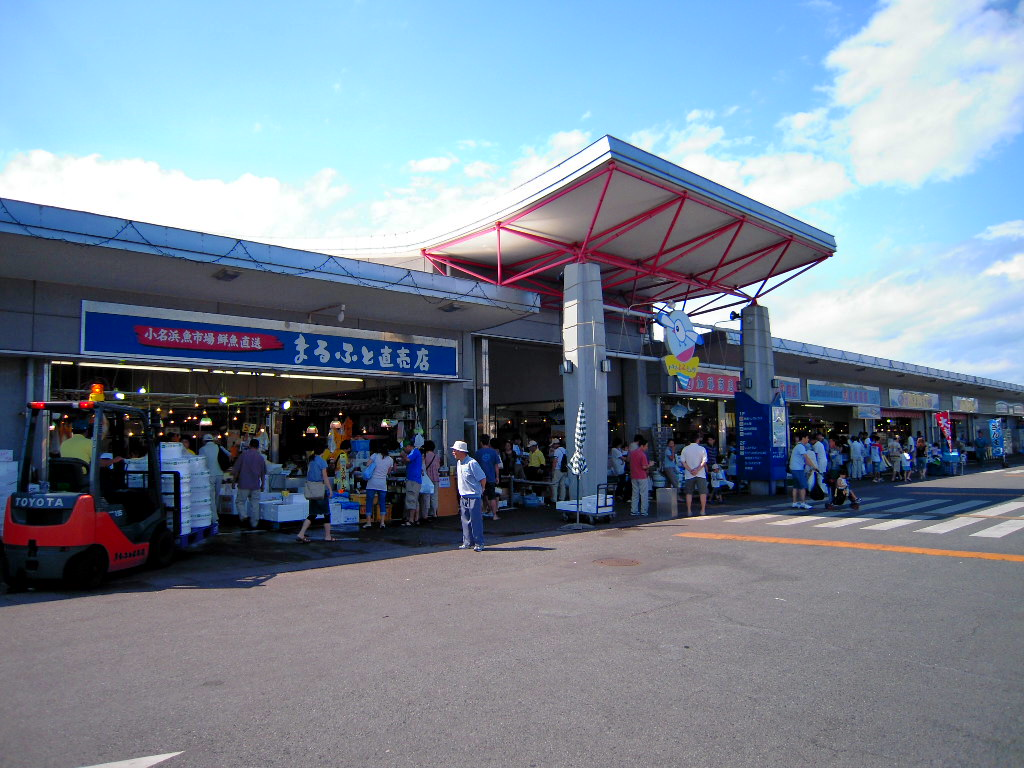
リニューアル前正面入口（2009年8月）
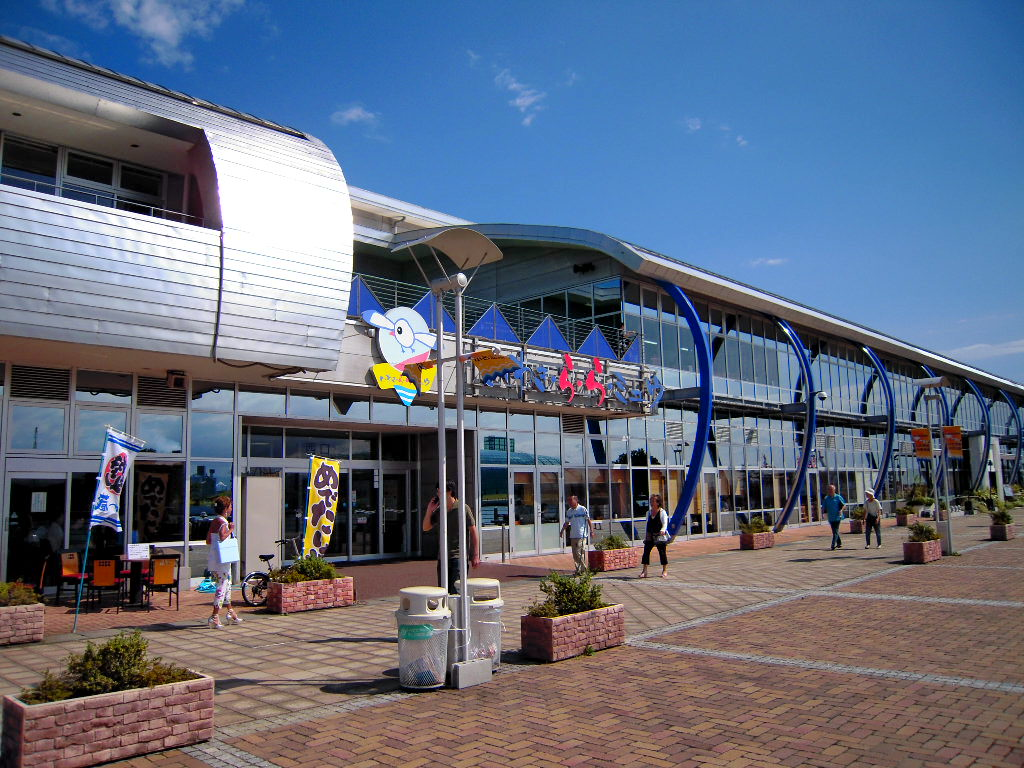
リニューアル前西側入口（2009年8月）

## アクセス
登録路線は臨港道路1号ふ頭内線で、福島県道156号小名浜港線が最寄りの県道となる。
- E6 常磐道 いわき湯本ICより約15分。
- JR常磐線 泉駅より路線バスに乗車（小名浜・江名方面行き）、支所入口または小名浜案内所・イオンモールいわき小名浜下車徒歩約7分。

## 沿革
- 1997年7月25日 - オープン。
- 2011年
  - 3月11日 - 東日本大震災の津波で被災。営業停止。
  - 11月25日 - 営業再開。
- 2025年
  - 1月31日 - 道の駅として登録。
  - 9月12日 - 道の駅としてグランドオープン予定[2]。

## 名称
「ら・ら」はキラキラと輝く海のイメージ、「ミュウ」はいわき市の鳥であるかもめの愛称から来ている。

## 参考
- 『観光施設に８カ月半ぶり笑い声　津波被害から再開　福島』asahi.com、2011年11月27日